# غلام دستگير القصوري
غلام دستگير القصوريقالب:خانہ معلومات شخصیت

## اسمه ونسبه:
هو المفتي الفقيه، أبو عبد الرحمن، غلام دستگير بن حسن بخش، الصديقي العباسي الهاشمي نسبا، القصوري مسكنا، اللاهوري أصلا، الحنفي مذهبا، الماتريدي عقيدة، القادري النقشبندي مشربا، رحمه الله تعالى.
يرجع نسبه من طريق والدته إلى سيدنا أبي بكر الصديق ، ومن طريق والده إلى سيدنا عبد الله بن عباس .

## ولادته:
ولد الشيخ غلام دستگيرفي حي "جله بيبيان" بمدينة "لاهور"، وهي عاصمة إقليم البنجاب في القارة الهندية.

## شيوخه:
أخذ عن جمع من كبار علماء عصره، من أبرزهم:
- الشيخ غلام محيي الدين القصوري (خاله) (ت ١٢٥٠ھ)
- الشيخ عبد الرسول القصوري (ت ١٢٥٠ھ)
- الشيخ غلام النبي للهي الأحمدي (ت ١٣٠٧ھ)
- الشيخ محمد بخش القصوري (شقيقه الأكبر) (ت ١٣١٠ھ)

## رحلاته:
- كان بين العلامة القصوري والشيخ خليل أحمد الأنبيتهوي (ت ١٣٤٦ھ) علاقة المحبة والود، فسافر مرة العلامة غلام دستگير إلى مدينة "بهاولبور" سنة ١٣٠٢ھ حينما كان الشيخ خليل يدرس في المدرسة العربية هناك، ولما وصل الشيخ القصوري رحمه الله تعالى . . وجد كتاب "البراهين القاطعة" الذي ألفه الشيخ خليل الأنبيتهوي مع الشيخ رشيد أحمد الكنكوهي (ت ١٣٢٣ھ)، وظهر له فيه كثير من المسائل المخالفة لنهج أهل السنة والجماعة، وفي ذلك الحين واجه صديقه الشيخ خليل عن بعض العبارات في الكتاب وطلب تأويلا لها، ثم حصل بينهما مناظرة معروفة حضر فيها كبار المشايخ واستمرت لفترة أيام، وخلال المناظرة قرأ الشيخ القصوري رحمه الله "البراهين القاطعة" كاملا ووضع أمام الناس جميع الأخطاء في الكتاب، ولكن رفض الأنبيتهوي وقام على موقفه بالعزم، فرجع الشيخ القصوري رحمه الله تعالى وألف كتاب "تقديس الوكيل عن توهين الرشيد والخليل" في الرد على كتاب "البراهين القاطعة" وكتب علماء الحرمين الشريفين تقاريظ عليه.
- في عام ١٣٠٧ھ ارتحل الشيخ القصوري إلى بيت الله الحرام لأداء مناسك الحج، وجاور هناك لفترة ولقي عددا من كبار المعمرين والمسندين من العلماء، ودارت بينه وبين علماء الحرمين الشريفين نقاشات في مسائل عديدة، وقدم لهم مؤلفاته التي قاموا بالتقاريظ عليها، منهم الشيخ محمد صالح بن صديق كمال الحنفي (ت١٣٣٢ھ)، الشيخ محمد سعيد بابصيل الشافعي (ت١٣٣٠ھ)، الشيخ محمد عابد بن حسين المالكي (ت١٣٤١ھ)، الشيخ خلف بن إبراهيم الحنبلي (ت١٣١٥ھ)، الشيخ عثمان بن عبد السلام الداغستاني الحنفي (ت١٣٢٥ھ)، الشيخ محمد علي بن ظاهر الوتري الحنفي المدني (١٣٢٢ھ)، الشيخ محمد رحمة الله الكيرانوي (ت١٣٠٨ھ)، وغيرهم.
- وفي العام نفسه سافر إلى مدينة بريلي في الهند والتقى مع الإمام أحمد رضا خان الحنفي الهندي (ت١٣٤٠ھ)، فكتب العلامة القصوري رحمه الله تعالى تقريظاً على كتاب "سبحان السبوح عن عيب كذب مقبوح" للشيخ أحمد رضا خان الذي يتناول مسألة مهمة في علم الكلام: إمكانية الكذب في حق الله سبحانه.
- في سنة ١٣١١ھ بعد ظهور الدجال القادياني تحدي الشيخ القصوري رحمه الله تعالى له مناظرة في مدينة فيروزبور، والقادياني قبل التحدي بشرط أن تقع المناظرة في مدينة كبيرة لأنه لا يناسب له مدينة صغيرة، فاتفق العلامة غلام دستگير والقادياني على وقوع المناظرة في مدينة لاهور، وحضر المترجم له في المدينة ووقف هناك لفترة خمسة أيام انتظارا للغلام القادياني، فلم يحضر للمناظرة ورجع الشيخ القصوري إلى قريته.

## مؤلفاته:
كان الشيخ القصوري رحمه الله تعالى مشاركاً في جميع العلوم من خليل شيوخه الذين تلقى عنهم العلم، فغدا حصنا منيعا للمسلمين، ولم تقف جهوده في مجال إحقاق الحق وإبطال الباطل والدفاع عن السنة عند مناظراته ودروسه ومواعظه، بل خلف مؤلفات عديدة، منها:
1. إقامة البرهان في رد من قال بتحريف القرآن
2. التحفة الدستگيرية في الجواب على الاثنا عشرية
3. تحقيق صلاة الجمعة
4. تصديق المرام بتكذيب القادياني وليكهرام
5. تقديس الوكيل عن توهين الرشيد والخليل
6. تقديس الوكيل عن إهانة الرشيد والخليل
7. توضيح الدلائل وعمدة البيان في إعلان مناقب النعمان ردا على أهل الطغيان من غير المقلدين في هذا الزمان
8. الجواهر المضيئة في رد عقائد النيجرية
9. رجم الشياطين برد أغلوطات البراهين
10. الفتح الرحماني به دفع كيد القادياني
11. كشف الستور عن طواف القبور
12. عروة المقلدين بإلهام القوي المبين
13. نصرة الأبرار في جواب الاشتهار
14. ظهور اللمعة في ظهر الجمعة

## وفاته:
بعد حياة مليئة بالتعلم والتعليم، والتأليف والتصنيف، والدعوة إلى الله سبحانه، والإصلاح بين الناس توفي هذا البطل الجليل العشرين من شهر محرم الحرام سنة 1315 هـ، ودفن بجور قبر شيخه الولي غلام محيي الدين القصوري رحمه ال في مدينة "قصور".